# Xyrichtys virens
 Xyrichtys virens és una espècie de peix de la família dels làbrids i de l'ordre dels perciformes.

## Distribució geogràfica
Es troba al Pacífic sud-occidental i a l'est del Pacífic central.